# Nikolaus Heinrich von Schönfeld

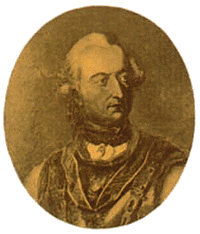
Nikolaus Heinrich von Schönfeld (1733–1795)

Wappen derer von Schönfeldt

Nikolaus Heinrich von Schönfeld (* 9. März 1733 auf Schlönwitz (Kreis Schivelbein); † 22. August 1795 in Schweidnitz) war ein preußischer Generalleutnant und zuletzt Gouverneur der Festung Schweidnitz.

## Herkunft
Seine Eltern waren Kaspar Heinrich von Schönfeld, Erbherr von Schlönwitz, und dessen Ehefrau Dorothea Christiane geb. von Schwerin.

## Leben
Im Jahr 1747 trat Schönfeld als Fahnenjunker in das preußische Dragoner-Regiment Nr. 2 ein. Dort wurde er am 21. Januar 1751 Fähnrich mit Patent zum 8. Januar 1751. Ein Jahr später, am 22. Januar 1752, wurde er Adjutant des Regimentschefs, General Reimar von Schwerin. Nach dessen Tod wurde er Adjutant des Generals Nikolaus von Katzler. Danach wechselte er zu den Gensdarmes und wurde dort am 12. Oktober  1754 jüngster Leutnant. Am 22. Juli 1755 wurde er zum Husaren-Regiment Nr. 3 kommandiert, um dort den Husarendienst kennenzulernen. Während des Siebenjährigen Krieges kämpfte er in der Schlacht bei Prag, wo er schwer verwundet wurde, später bei Roßbach, Leuthen und Zorndorf, wo er erneut verwundet wurde. Am 21. Oktober 1758 wurde er Stabsrittmeister, am 11. Dezember 1759 Rittmeister und Kompaniechef. Auf Grund seiner Verwundung und da er kein Fortkommen sah, beantragte und erhielt er am 12. Juni 1761 seine Demission.
Im Januar 1762 trat er in den Dienst des Landgrafen von Hessen-Kassel, Friedrich II., in Rinteln. 1762 konnte er sich in den Rückzugsgefechten gegen die Franzosen bei Nauheim und beim  Kloster Arnsburg auszeichnen. Am 26. November 1762 wurde er Rittmeister der hessen-kasselischen Garde du Corps (mit dem Rang eines Majors) und zugleich Flügeladjutant des Landgrafen von Hessen-Kassel. Im Jahr 1763 wurde er zudem Stallmeister und 1765 Kammerherr. Am 18. Mai 1766 wurde er wirklicher Major mit Rang eines Oberstleutnants. Der Landgraf verlieh ihm am 5. März 1769 den Orden Pour la vertu militaire. Am 15. August 1776 erhielt er den Rang eines Obersten. Am 22. Mai 1778 wurde er dann Oberschenk und am 2. Dezember 1782 wirklicher Oberstleutnant der Garde mit dem Rang eines Generalmajors. Am 16. März 1790 nahm er seinen Abschied aus hessischen Diensten und wurde Oberbefehlshaber des belgischen Heeres gegen Österreich. Da aber Preußen den Vertrag von Reichenbach schloss und bald kein Interesse mehr an Belgien hatte, musste Schönfeld sich nach Anfangserfolgen am 21. Oktober 1790 auf Namur und dann auf Brüssel zurückziehen. Die Stimmung wandte sich gegen ihn und im November 1790 verließ er Belgien wieder.
Am 2. Februar 1791 wechselte er erneut in preußische Dienste und wurde Generalleutnant der Kavallerie mit Patent zum 5. Februar 1791 und einem Jahresgehalt von 4000 Talern. Am 18. Februar 1791 wurde er Gouverneur der Festung Schweidnitz. Am 29. Mai 1792 wurde er militärischer Berater und Führer des Emigrantenkorps. Dafür erhielt er am 14. Juli 1792 den Roten Adlerorden. Während des Ersten Koalitionskrieges nahm er an den Schlachten bei Kaiserslautern und Pirmasens teil. Bei Pirmasens wurde er verwundet. Darüber hinaus kämpfte er bei der Belagerung von Mainz und in den Gefechten bei Hochheim und Kostheim. Der preußische König verlieh ihm am 24. Juli 1793 den Schwarzen Adlerorden. Am 24. Mai 1794 erhielt er den Oberbefehl über die nördlich der Weichsel stehenden preußischen Truppen. Er kämpfte dort in den Gefechten bei Madlin und Dembniki. Am 17. November 1794 erhielt er eine Zulage von 1000 Talern. Er starb am 22. August 1795 in Schweidnitz an den Folgen eines Sturzes mit dem Pferd. Er wurde im Garten des Schlosses in Werben beigesetzt.

## Familie

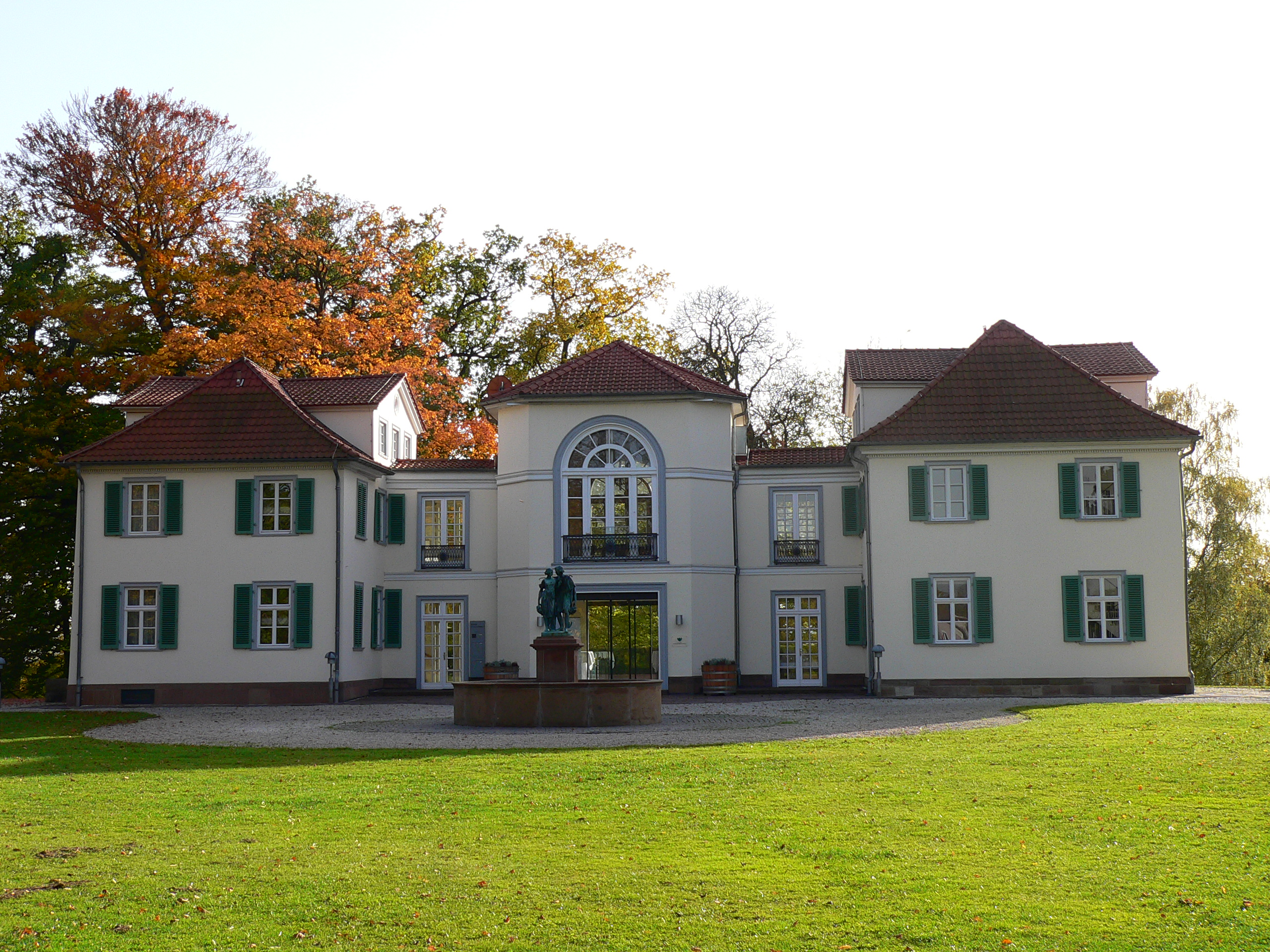
Das Schloss Schönfeld

Er heiratete am 4. August 1768 in Kassel Marie Eleonore Dorothea von Wintzingerode (* 28. Februar 1732; † 19. Juli 1780) aus dem Haus Adelborn, verwitwete von Wintzingerode-Bodenstein, die Oberhofmeisterin der Landgräfin von Hessen-Kassel und Mutter des späteren Ministers Georg Ernst Levin von Wintzingerode. Sie starb durch einen Sturz aus ihrer Kutsche, als das von ihr selbst gelenkte Pferd durchging. Daraufhin heiratete er am 25. Juni 1781 in Kassel Freiin Marianne Charlotte von Belcastel d’Escayrac (* 4. März 1741; † 20. November 1823), eine Hofdame der Landgräfin.
Zu seiner ersten Hochzeit erhielt er vom Landgrafen den „Wüsten Platz“ auf dem Lengberg bei Kassel. Dort ließ sich der General das Schloss Schönfeld als Sommerresidenz errichten.